# Assemblée du peuple uni – Parti démocrate de Guinée-Bissau
L'Assemblée du peuple uni – Parti démocrate de Guinée-Bissau (en portugais : Assembleia do Povo Unido - Partido Democrático da Guiné-Bissau abrégé APU-PDGB) est un parti politique de Guinée-Bissau.
Le parti est fondé le 30 novembre 2014 par Nuno Gomes Nabiam à la suite de l'élection présidentielle de 2014 où Nabiam avait terminé à la seconde place du scrutin. Avant l'élection présidentielle de 2019 le parti signe un accord de coalition avec le Parti africain pour l'indépendance de la Guinée et du Cap-Vert (PAIGC) afin que celui-ci se maintienne au pouvoir en conservant sa majorité à l'Assemblée nationale populaire. Lors des élections législatives organisées la même année le parti reçoit 9 % des suffrages et remporte cinq sièges à l'Assemblée nationale populaire.

## Résultats électoraux

### Élections présidentielles
| Année | Candidat          | 1er tour | 1er tour | 1er tour | 2d tour | 2d tour | 2d tour |
| Année | Candidat          | Voix     | %        | Rang     | Voix    | %       | Rang    |
| ----- | ----------------- | -------- | -------- | -------- | ------- | ------- | ------- |
| 2019  | Nuno Gomes Nabiam | 73 063   | 13,16    | 3e       |         |         |         |

### Élections législatives
| Année | Voix   | %    | Rang | Sièges  | Gouvernement                                |
| ----- | ------ | ---- | ---- | ------- | ------------------------------------------- |
| 2019  | 51 049 | 8,47 | 4e   | 5 / 102 | Gomes III (2019-2020), Nabiam I (2020-2022) |
| 2023  | 29 787 | 4,44 | 5e   | 1 / 102 | Opposition                                  |